# Ощава
Оща̀ва е село в Югозападна България. То се намира в община Кресна, област Благоевград.

## География
Село Ощава е разположено в северозападните подножия на Пирин планина. Селото има повече от петнадесет махали, които са пръснати по двата бряга на преминаващата река Дяволска /Шейтан дере/ сред борови гори и поляни. Надморската височина е различна и се движи от 450 до 750 метра надморска височина. Има видимост към най-високите и красиви пирински върхове – Синаница, Вихрен, Албутин, Плешки, Каменитица и връх Пирин. Разстоянието от разклона на главен път Е-79 близо до Кресненското ханче е 13 километра, като преди това се преминава през село Стара Кресна. Пътят е асфалтов и в много добро състояние.
В землището на селото има два минерални извора – Хладката и Врелата баня. Водата на хладката минерална баня много отдавна се ползва от местните жители за лечение на опорно-двигателния апарат и костно-ставни заболявания. Разположена е в красивата местност Банището.

## Етимология
Произходът на името Ощава (остар. Хощава, Хущава) е неясен.

## История
През XIX век Ощава е чисто българско село, числящо се към Мелнишката кааза на Серски санджак.
Черквата „Свети Тодор Тирон“ е строена през 1930 година, на мястото на старата черква, която е била опожарена по време на Балканската война от турците. Селото е опожарявано и по време на Кресненско-Разложкото въстание. Тогава в селото е убит и ръководителя на въстанието Стоян войвода. Имало е килийно училище към старата черква, а новото школо е строено в началото на двадесетте години на миналия век. В землището има много оброчища на различни светци.
В „Етнография на вилаетите Адрианопол, Монастир и Салоника“, издадена в Константинопол в 1878 година и отразяваща статистиката на населението от 1873 година, Хущава (Houschtava) е посочено като село със 115 домакинства с 380 жители българи. Към 1900 година според известната статистика на Васил Кънчов („Македония. Етнография и статистика“) в Ощава  живеят 1350 души, всичките българи-християни. Според статистиката на секретаря на Българската екзархия Димитър Мишев („La Macédoine et sa Population Chrétienne“) в 1905 година християнското население на Hochtava се състои от 1440 българи екзархисти. В селото има 1 начално българско училище с 1 учител и 50 ученици.
При избухването на Балканската война в 1912 година 5 души от Ощава са доброволци в Македоно-одринското опълчение.
| Учители и ученици в прогимназията през учебната 1926 – 1927 година | Учители и ученици в прогимназията през учебната 1926 – 1927 година | Учители и ученици в прогимназията през учебната 1926 – 1927 година | Учители и ученици в прогимназията през учебната 1926 – 1927 година | Учители и ученици в прогимназията през учебната 1926 – 1927 година | Учители и ученици в прогимназията през учебната 1926 – 1927 година | Учители и ученици в прогимназията през учебната 1926 – 1927 година | Учители и ученици в прогимназията през учебната 1926 – 1927 година | Учители и ученици в прогимназията през учебната 1926 – 1927 година | Учители и ученици в прогимназията през учебната 1926 – 1927 година |
| Класове                                                            | Ученици                                                            | Ученици                                                            | Ученици                                                            | Учители                                                            | Учители                                                            | Учители                                                            | Учителки                                                           | Учителки                                                           | Учителки                                                           |
| Класове                                                            | момчета                                                            | момичета                                                           | общо                                                               | редовни                                                            | волнонаемни                                                        | общо                                                               | редовни                                                            | волнонаемни                                                        | общо                                                               |
| ------------------------------------------------------------------ | ------------------------------------------------------------------ | ------------------------------------------------------------------ | ------------------------------------------------------------------ | ------------------------------------------------------------------ | ------------------------------------------------------------------ | ------------------------------------------------------------------ | ------------------------------------------------------------------ | ------------------------------------------------------------------ | ------------------------------------------------------------------ |
| първи                                                              | 17                                                                 | 2                                                                  | 19                                                                 | 1                                                                  | 2                                                                  | 3                                                                  |                                                                    | 1                                                                  | 1                                                                  |
| втори                                                              | 12                                                                 | 0                                                                  | 12                                                                 | 1                                                                  | 2                                                                  | 3                                                                  |                                                                    | 1                                                                  | 1                                                                  |
| трети                                                              | 10                                                                 | 0                                                                  | 10                                                                 | 1                                                                  | 2                                                                  | 3                                                                  |                                                                    | 1                                                                  | 1                                                                  |

След 9 септември 1944 г. в селото има и опит за въоръжена съпротива срещу комунистическата власт, потушена с много жестокости от тогавашната власт.
В средата на миналия век селото е било прочуто и с духовата си музика.

### Езерец
В 1956 година махалата Езерѐц е обявена за отделно село. С решение на Министерски съвет от 24 октомври 2012 година село Езерец е присъединено обратно към Ощава.

## Население

### Етнически състав
Преброяване на населението през 2011 г.
Численост и дял на етническите групи според преброяването на населението през 2011 г.:
|                     | Численост |
| Общо                | 66        |
| Българи             | 64        |
| Турци               | -         |
| Цигани              | -         |
| Други               | -         |
| Не се самоопределят | -         |
| Неотговорили        | 2         |

## Културни и природни забележителности
Край река Дяволска има много красиви кътчета. В района природата е изваяла причудливи скални мегалити с различна форма. В землището на Ощава има два минерални извора, които могат да се превърнат балнеолечебни центрове.

## Редовни събития
Съборът на село Ощава е на празника на Света Петка, който се провежда в почивните дни на първата седмица на месец август. От три години се прави и черковен събор на Малка Богородица.

## Личности
Родени в Ощава
- Георги Марков (1972 – 2018), български футболист
- Георги Трендафилов, участник в Кресненско-Разложкото въстание, загинал в боя при Моравска на 9 октомври 1878 година заедно с още 8 обградени въстаници[11]
- Григор Костадинов (1893 – 1977), български просветен деец
- Д. Стоименов (1877 – ?), участник в Илинденско-Преображенското въстание в Одринско с четата на Кръстьо Българията[12]
- Крум Монев (1927 – 2001), четник при Герасим Тодоров
- Хараламби (Ралан) Анастасов, македоно-одрински опълченец, 38-годишен, чалкчия, ІІ отделение, четата на Дончо Златков, щаб на 15 щипска дружина[13]
- Харалампи Бояджиев, учил в Мелник,[14] в Солунската гимназия и Скопската прогимназия,[15] деец на Македонската студентска група и участник в обединителния конгрес на МФЕО и СМЕО[16]
- Хараламби Дулев (? – около 1920, Гара Пирин), деец на ВМОК, куриер на Дончо Златков[17]
- Яне Костадинов (1833 – 1927), български свещеник и революционер

Родени в Кърпелева
- Иван Кърпелев, български революционер, деец на ВМОРО, ятак на Яне Сандански, в къщата му са укривани отвлечените жени при аферата „Мис Стоун“[18]

Свързани с Ощава
- Георги Янев, български свещеник в Ощава, архиерейски наместник в Горна Джумая.

Починали в Ощава
- Стоян Карастоилов (Стоян войвода) (1848 – 1878), български революционер